# Манастир Часног крста у Сувом Пољу
Манастир Часног крста, налази се у мјесту Суво Поље код Бијељине. Лежи непосредну уз магистрални пут Бијељина – Тузла. Храм је посвећен Часном Крсту. Манастир је породична задужбина Цвијетина и Душанке Пејчић.

## Историја
"У понедјељак, 26. августа 1996. године, био је довезен бетон из Угљевика за темеље цркве, a зидање храма почело je 1. јуна 1997. године. Посао је трајао до 20. септембра исте године, a здање је освјештао епископ зворничко-тузлански Василије мјесец дана касније. Први свештеник који је служио свету литургију био је протонамјесник Бранислав Рађен. Он је обавио у овој цркви и прво крштење дјечака Радислава Митровића из Равног Поља" - казује o својој задужбини Хаџи-Цвијетин Пејчић.
У јуну 2001. године почела је изградња конака који изгледом подсјећа на старе српске манастирске конаке. Пејчићева задужбина предата је Епархији зворничко-тузланској, па је сада то женски манастир на чијем челу је игуманија - мати Варвара.
"У нашем храму имамо више разноврсних драгоцјености, међу којима је и честица Часног крста коју смо моја супруга и ja добили у Јерусалиму. O томе ко ће и када добити ту сићушну честицу крста строго се у овом граду води рачуна. Ми смо је добили седмог дана боравка у Јерусалиму" - казује хаџи-Цвијетин.

## Сестринство манастира
- Монахиња Нектарија (Шафрањ): рођена је 12. новембра 1953. године. Монашки постриг је примила у манастиру Ловница 28. јуна 2008. године од стране синђела Петра (Петрића). У манастиру живи од 2010. године.

## Галерија
- Поглед на двориште испред манастира
- Поглед на манастир ноћу
- Поглед на парохијски дом
- Дрвени крст испред манастира